# Bambusana
Bambusana — рід цикадок із ряду клопів, який зустрічається в Японії та на Курильських островах.

## Опис
Цикадки розміром 4—5 мм. Стрункі, з тупоугольно-закругленою головою, яка слабко виступає. У Росії проживає один вид.
- Bambusana bambusae Mats.)
- Bambusana jenjouristi